# Одеський ботанічний сад
Ботанічний сад Одеського національного університету імені І. І. Мечникова  розмістився на Французькому бульварі за двома адресами: Французький бульвар 48/50, Французький бульвар 87. 
|  | Далеко від освіченої Європи, віддалений навіть від російського світу, цей степ, покритий безліччю річок, ярів, покритий незліченними курганами, був спрадавна безлюдний, необроблений, служив притулком тільки для кочових пастушачих народів або тереном молодецького козацтва. Цей степ в половині XVII століття був ще справжньою пустелею і, по деяких грамотах, іменувалася Задніпровською Кураїною |

 (Скальковський, 1850). 
200 років тому в Одесі не було жодного дерева. Велику увагу озелененню міста приділяли градоначальники Дюк де Рішельє, граф Ланжерон, Лівшин, князь Воронцов та інші.

## Історія ботанічних садів Одеси

### 1803—1917рр.
Перший сад був закладений 1803 року біля будинку Йосипа Дерибаса.
Перший ботанічний сад в Одесі був заснований ботаніком-французом Карлом Десметом в 1819 році.
Щоб із степу створити квітуче місто, 1820 року при Ланжероні за площею Куликове поле був закладений ботанічний сад, який став родоначальником парків степової частини України.
Перше дерево тут посадив сам Олександр Ланжерон, а всього через декілька років, коли сюди приїхав Пушкін, дерева вже давали «насильницький затінок».

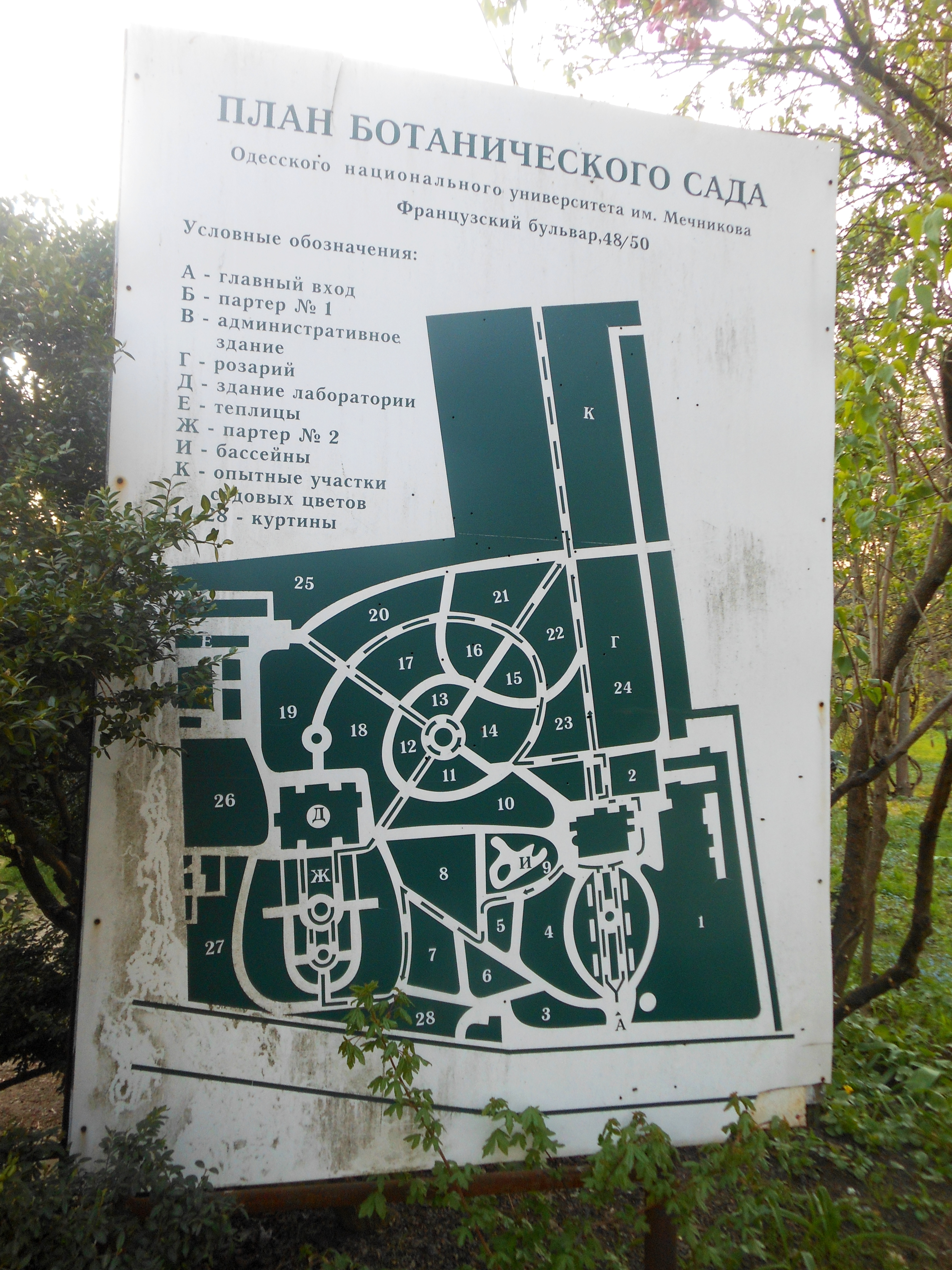

Історія Ботанічного саду Університету бере початок з 1867 року. Професори Ценковський Лев Семенович і Янович клопотали перед ректоратом університету про споруду невеликої оранжереї в університетському дворі.
Як писав А. Маркевич: «… оранжерея, що складається з двох зал, збудована була в 1867 році і обійшлася в 2 тис. рублів». У період з 1869 по 1880 рр. також було куплено і отримано в подарунок багато видів рослин відкритого ґрунту, які розташовувалися в невеликому університетському дворі. Розвитку ботанічного саду багато праці і увага приділяв професор Вальц.
Коли викладачем ботаніки в університеті став Л. В. Рейнгард, він випросив у Опікунської Ради університету під ботанічний сад університетський хутір на Малому Фонтані (колишня дача Рішельєвського ліцею), куди в 1880 році і був переведений ботанічний сад, якому в університетському дворі стало тісно. Тут була побудована оранжерея з двох відділень — теплого і холодного, започаткована систематична колекція рослин. Після переводу проф. Рейнгарда до Харкова (1886 р.), завідувачем садом став Л. А. Ришаві — фахівець з анатомії і фізіології рослин. Він скасував систему рослин, влаштовану проф. Рейнгардом, і «… на площі 2,5 десятини розбили ряд клумб з групами рослин без певного систематичного порядку, що належать до 53 родин», — (Ф. Каменський, 1898).
1895 року на чолі ботанічного саду став проф. Ф. Каменський — фахівець в області морфології і систематики рослин.
До цього часу на території ботанічного саду в оранжереях виростало «… рослин 904 номери в 1074 екземплярах, а чагарників і трав — 1399 номерів в 1523 екземплярах»,- (Ф. Каменський, 1898).
За час роботи Ф. Каменського в ботанічному саду розширилися зв'язки з багатьма ботанічними садами світу, рослини і насіння поступали з Парижа і Сінгапура, Мельбурна і Сайгона, Берліна і Палермо, Будапешта і Коїмбри та багатьох інших країн. Тільки оранжерейних рослин майже безкоштовно було отримано 350 видів більше 1 000 екземплярів, вперше вийшов каталог рослин для обміну з іншими ботанічними установами.
В цей час ботанічний сад є передусім навчально-допоміжною установою університету. Асигнування, що виділяються на утримання ботанічного саду, постійно знижуються і на початок ХХ століття ботанічний сад поступово занепадає.
1902 року завідувачем ботанічного саду став професор Е. Ф. Клименко. Перша світова війна, революція і громадянська війна наклали свій відбиток на стан саду.

### Радянський період
1923 року сад очолив фахівець у галузі морфології і систематики рослин інституту народної освіти професор Д. О. Свиренко, який добився переходу саду на держбюджет.
До 1926 року ботанічний сад знаходився у веденні «Дитячого містечка», Одеського сільськогосподарського інституту, що негативно позначилося на його діяльності.
Після приїзду в 1926 році до Одеси ботаніка і мандрівника проф. Липського В. І., колишнього президента Української академії наук, ботанічний сад стає самостійною установою із статусом науково-дослідного інституту у веденні Української академії наук. У ботанічному саду в цей період були дві секції: морфології і систематики на чолі з проф. В. І  Липським і анатомії і фізіології на чолі з проф. Ф. М. Породько. Ботанічний сад займається питаннями акліматизації і натуралізації деревних порід з метою їх впровадження в Причорноморському регіоні, проводяться роботи по пошуку рослинної сировини місцевої флори (каучуконосних, ефіроносних, фарбувальних і інших корисних рослин).
1932 року приділялася велика увага розробці методів видобутку агар-агару і йоду з філофори Чорного моря — в Одесі побудований завод з виробництву агар-агару.
1934 року ботанічний сад підпорядковано відновленому Одеському університету. Директором саду стає доцент І. О. Власенко. Вся робота ботанічного саду направлена на вивчення і впровадження харчових, лікарських, технічних і ефіромаслічних рослин, вивчаються такі культури, як цитрусові, фейхоа, фісташка, пілокарпус, меліса, майоран та інші. Велика увага приділяється розробці методів вирощування оранжерейної культури лимонів, каучуконосів.
У 1940 році вперше, у зв'язку з 75-річчям університету, надрукована ювілейна збірка із статтями Г. Й. Потапенко «Історія ботанічного саду», Н. З. Жаренко «Про культуру фісташки», І. О. Власенко «Траншейна культура цитрусових» та інші.
Друга світова війна нанесла непоправну втрату колекціям ботанічного саду і лише завдяки зусиллям ентузіастів-ботаніків (Пашута, Пацовський) вдалося зберегти деякі рослини в парку і оранжереї.
Після війни почалася енергійна робота по відновленню ботанічного саду, керувала цією роботою доцент кафедри ботаніки А. З. Жаренко. Науково-дослідна робота скерована на розробку асортименту для озеленення м. Одеси і області. На посаді директора А. З. Жаренко змінив доцент Одеського сільськогосподарського інституту Є. М. Кіркопуло, який вперше на півдні України почав сортовивчення більше 200 сортів персика, що дозволило надалі ввести цю культуру в сортимент плодових культур, що вирощуються в Одеській області. Згодом вирощуванням і розведенням стійких сортів персика займалися О. Г. Фаренюк і Н. Г. Возіанова.
За Є. М. Кіркопуло садом керував доцент біологічного факультету О. О. Титаренко.

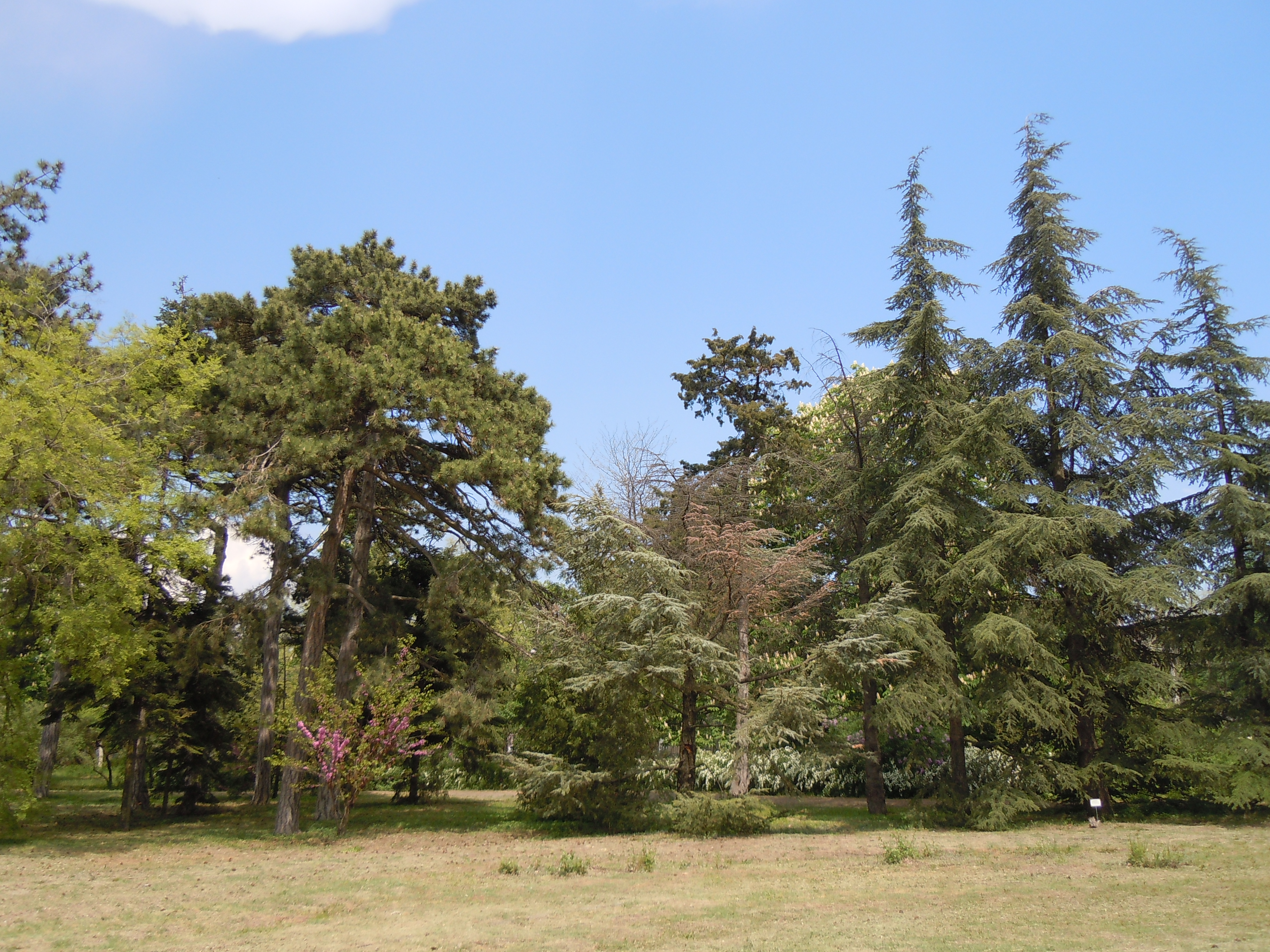
Хвойні рослини на новій території Ботанічного саду

З 1961 по 1972 рік директором призначений вчений-лісовод П. Н. Різник. В цей час науковим керівником саду стає професор кафедри ботаніки і фізіології рослин Г. В. Ткаченко.
У цей період в ботанічному саду розроблялися такі науково-дослідні теми:
- «Інтродукція і акліматизація корисних рослин на півдні України» (науковий керівник  — А.  З.  Жаренко, виконавці  — Осадча  Л.  П., Ростеванова  Т.  К., Шапошникова  Л.  А., Слюсаревська  Н.  С.,Філатова  С.  А.). Дослідження проводилися у напрямку інтродукції і акліматизації декоративних деревно-чагарникових і трав'янистих рослин, представників різних природних флор в умовах Північно-західної частини Причорноморського степу, вивчалися такі рослини, як магнолія, альбіція, кедри гімалайський, атласький і ліванський, кипарис аризонський, сосна Ельдарська, метасеквоя та інші.
- «Технологія виробництва кенафу в зрошуваних умовах півдня України» (науковий керівник  — проф.  Ткаченко  Г.  В., виконавці  — Боровик  Р.  В.,Титаренко  Л.  А., Хаустова  Н.  Д.). За темою уточнювалися технології вирощування нової культури для півдня України  — кенафу.

Впродовж 1968–1970  рр. проводилися дослідження по вивченню стимуляторів зростання і обміну речовин деяких деревних і чагарникових рослин, а також біологічної активності деяких видів рослин при сумісному вирощуванні (виконавці  — Коваленко  С.  Г., Шпакова  В.  М., Власова  Т.  А).
За цей період озеленення міста було передано понад 1  000 кущів троянд, 900 саджанців персика і близько 1  000 екземплярів деревнисто-чагарникових рослин. Ботанічний сад бере активну участь в різних виставках і конференціях, опубліковано більше 50 статей і тез.
Починаючи з 1973 року, ботанічний сад стає активним учасником виставок в Москві та Києві, отримано 18 срібних і бронзових медалей.

### Сьогодення
Сьогодні в ботанічному саду Одеського національного університету на Французькому бульварі на площі 16 гектарів розміщено більше 3  000 видів найрізноманітнішого віку. І з кожним роком «населення» зростає. За 190 років з різних куточків земної кулі зібрана і привезена прекрасна колекція.
У зв'язку з тим, що ботанічний сад є навчальним підрозділом біологічного факультету, на його базі щорічно виконуються дипломні і курсові роботи, наукові співробітники саду читають лекції студентам, учням міста й області, готують методичну допомогу, каталог колекційного фонду ботанічного саду.
Щорічно сад відвідують тисячі екскурсантів.

## Ювілеї та пам’ятні дати
У 2017 році на державному рівні в Україні відзначався ювілей – 150 років з часу заснування Ботанічного саду Одеського національного університету імені І.І. Мечникова 1867).

## Півонія кущова

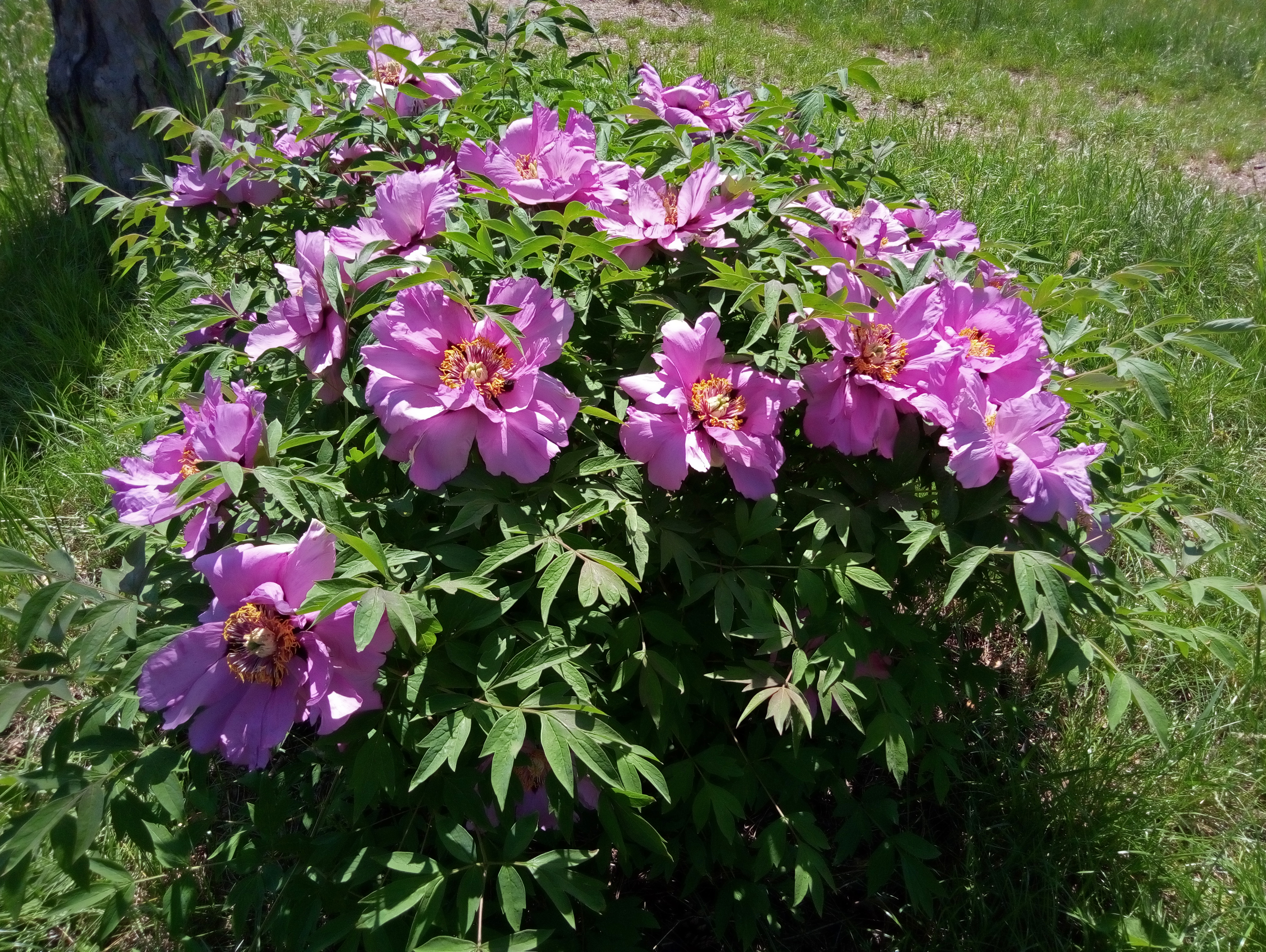
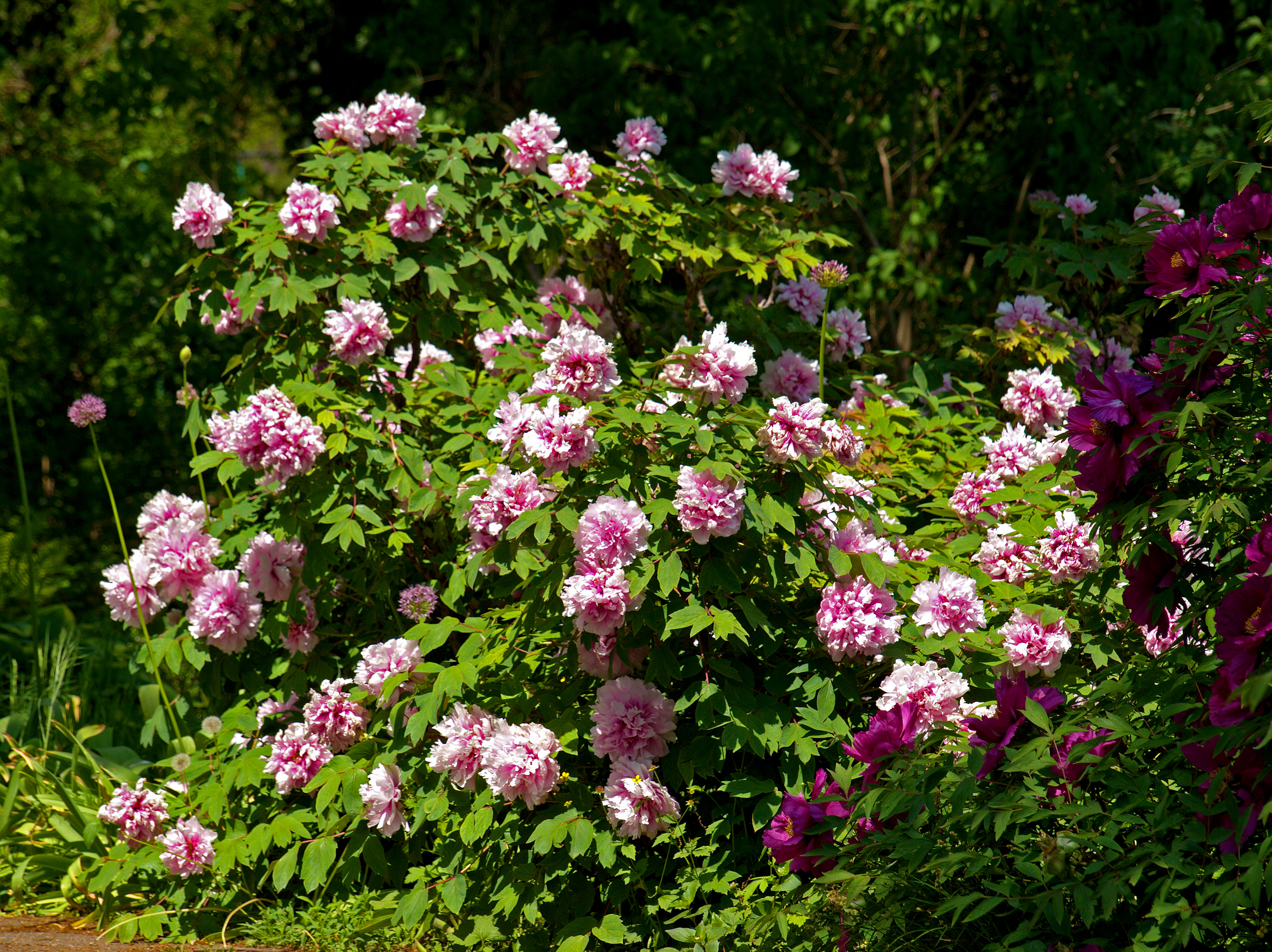
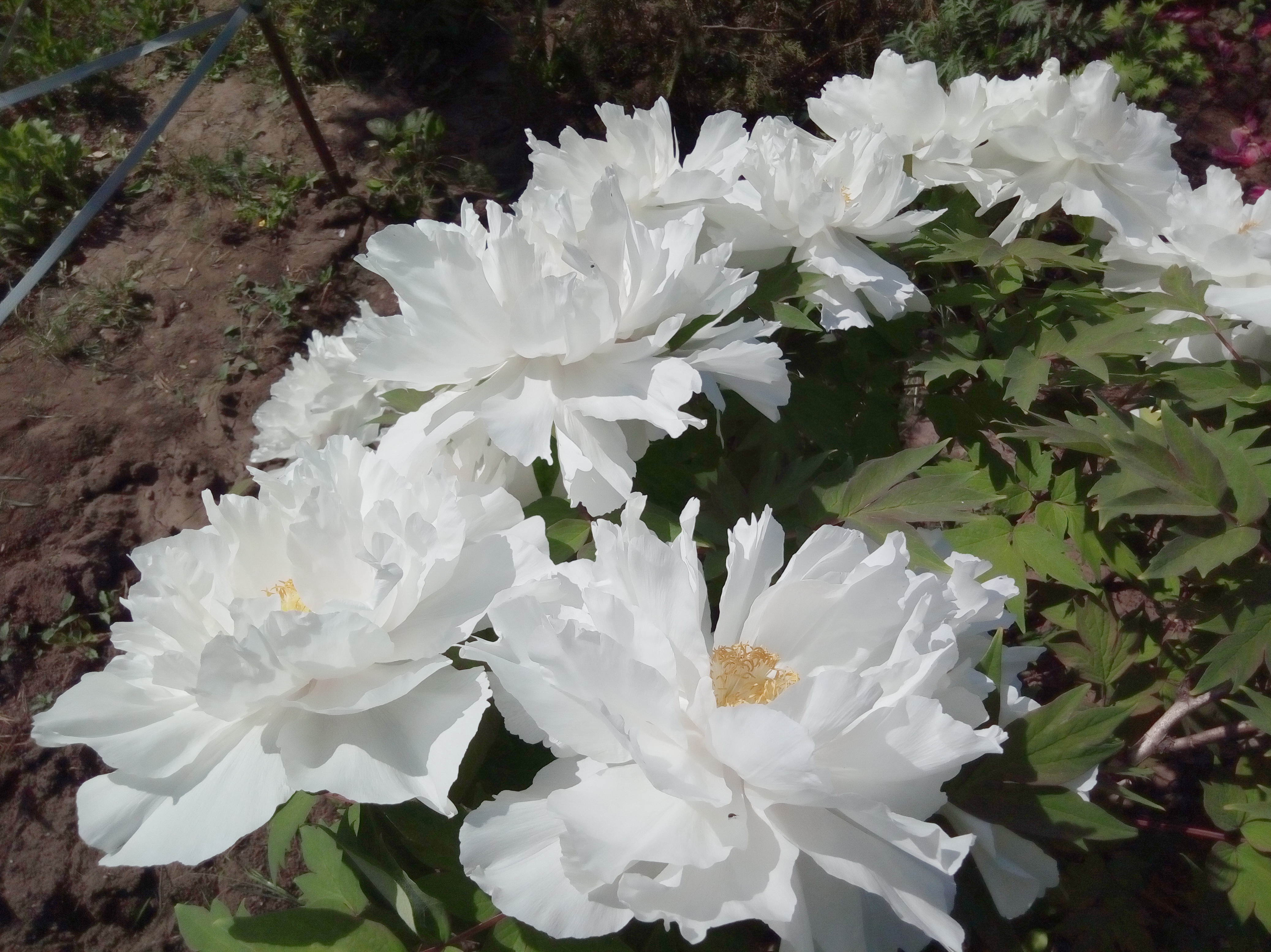
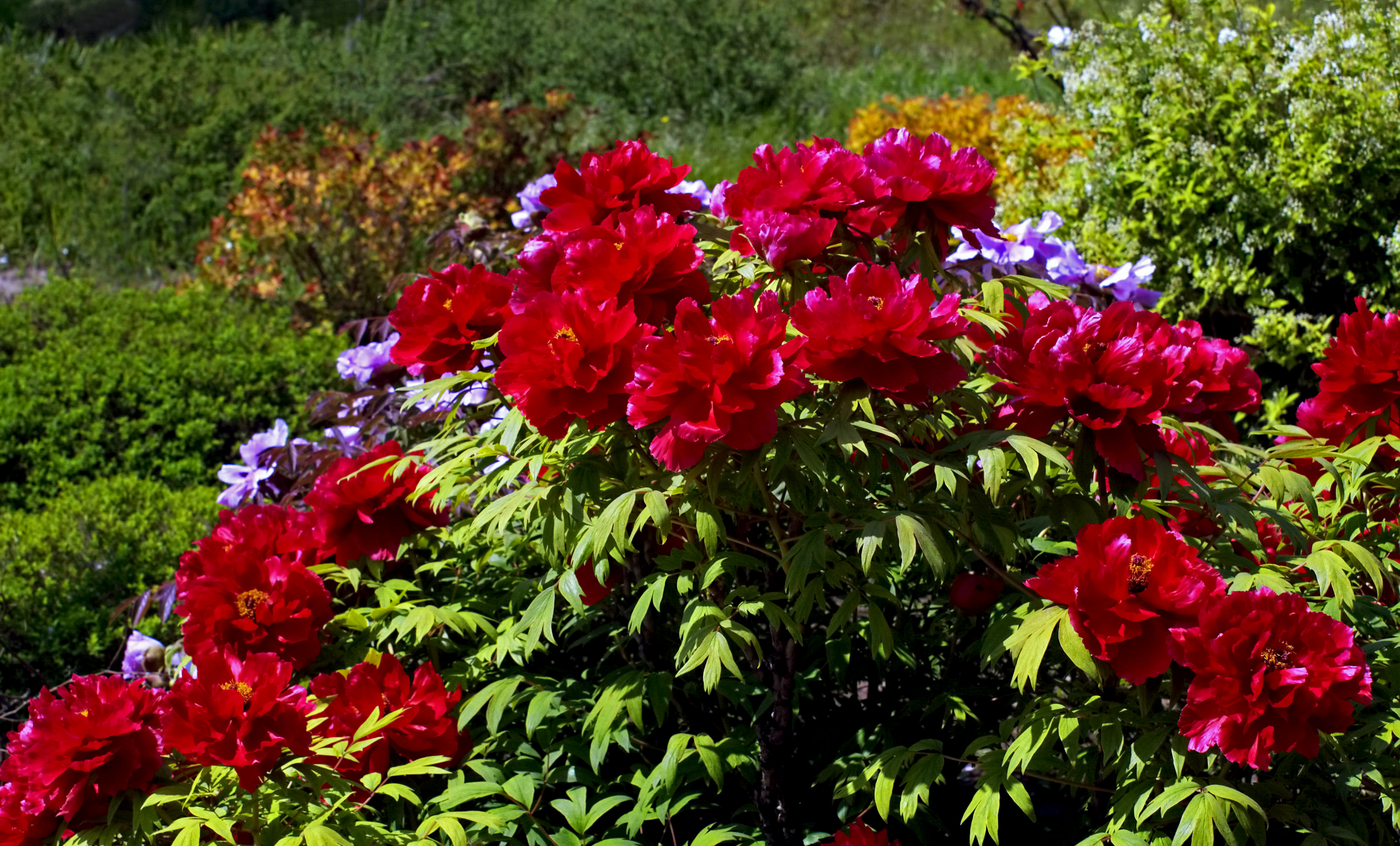
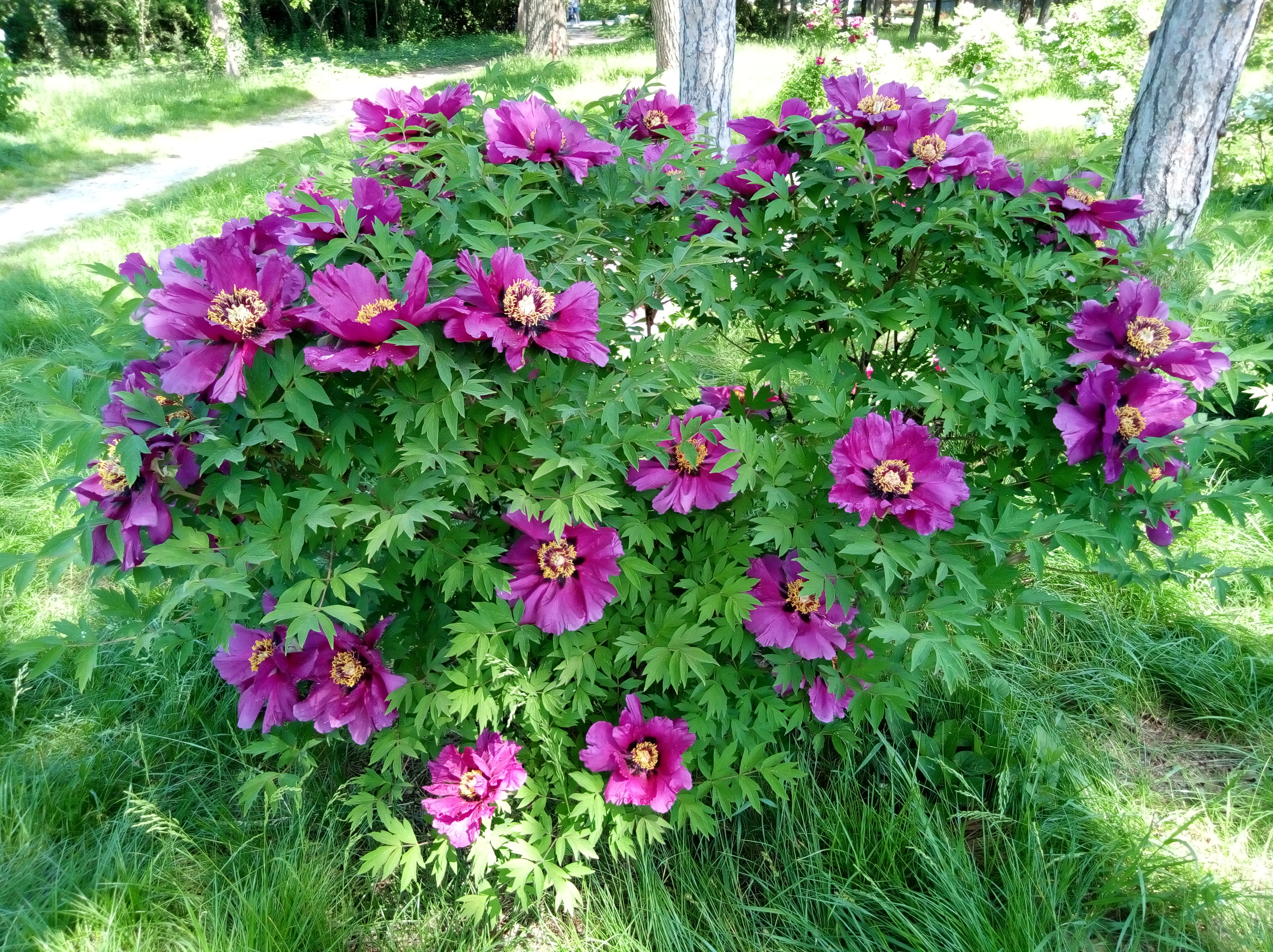

## Весна

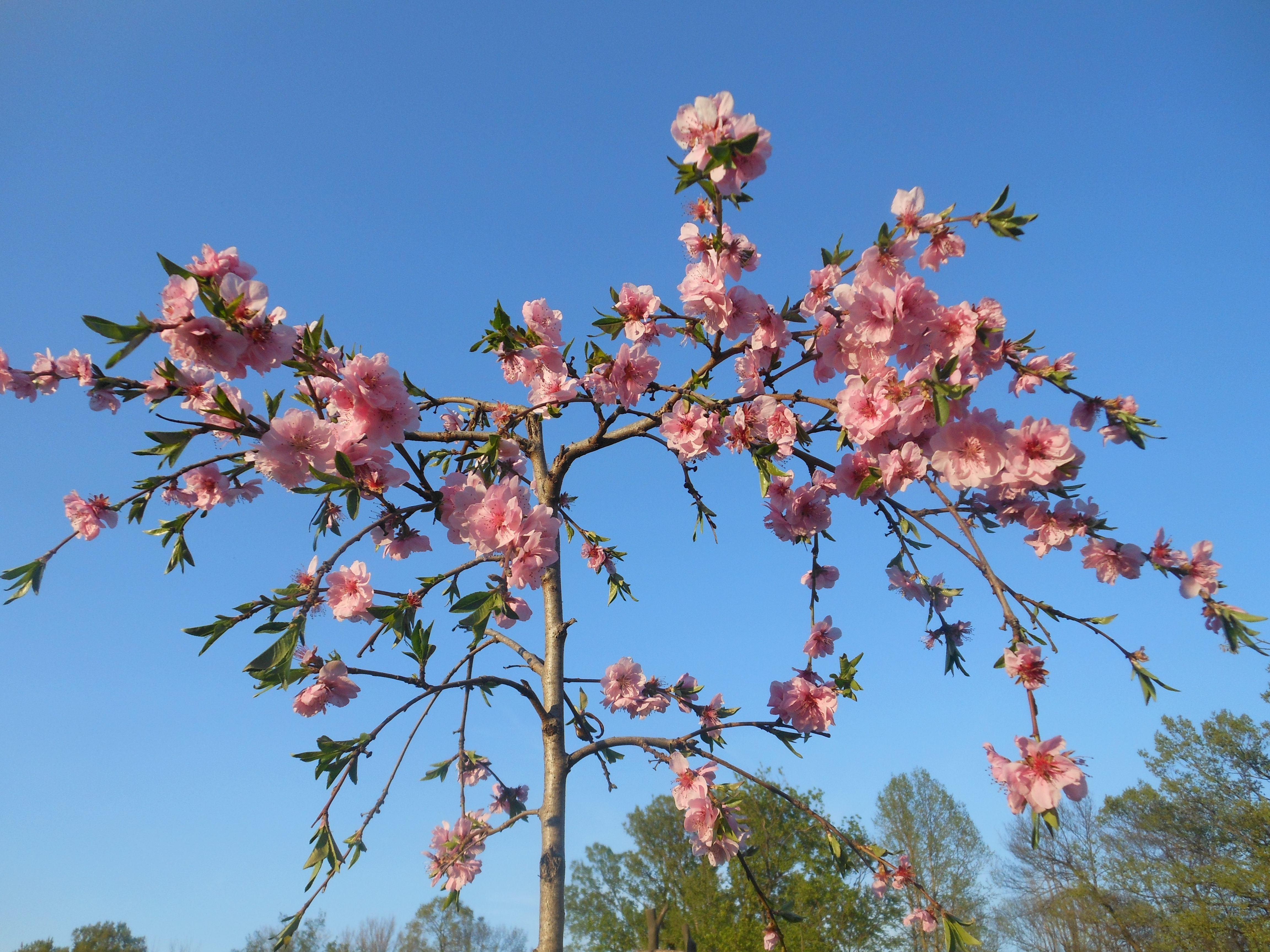
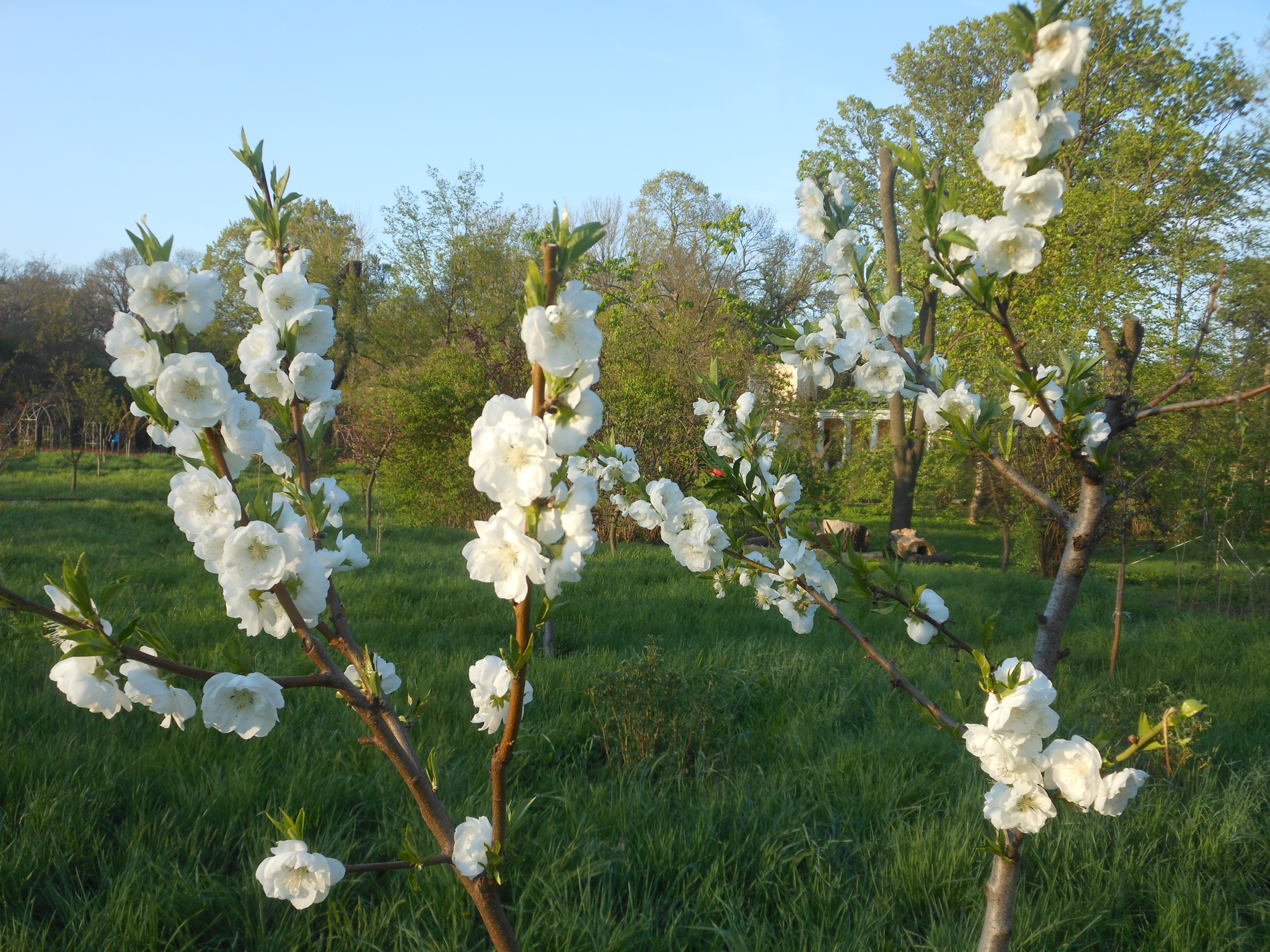
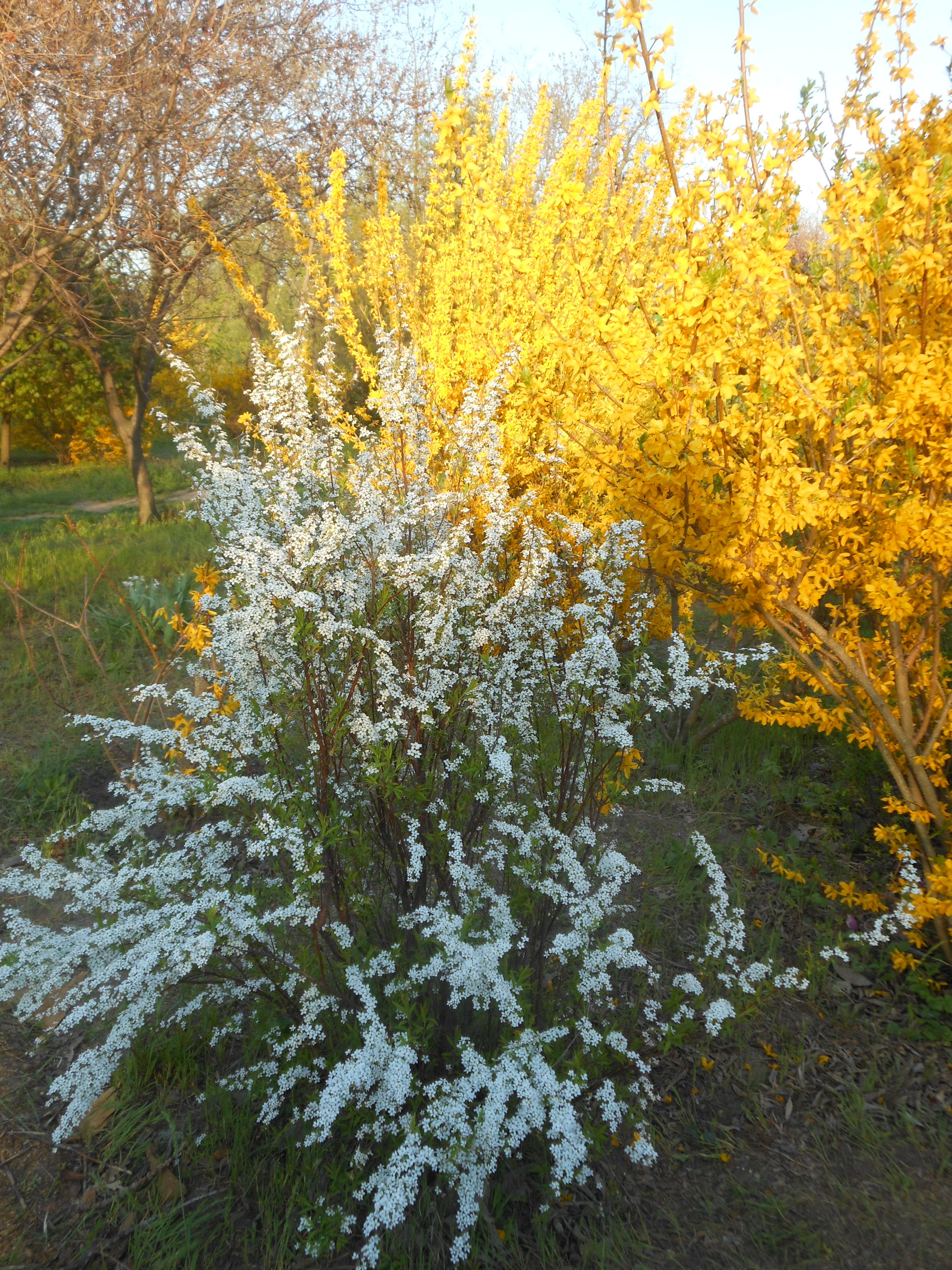
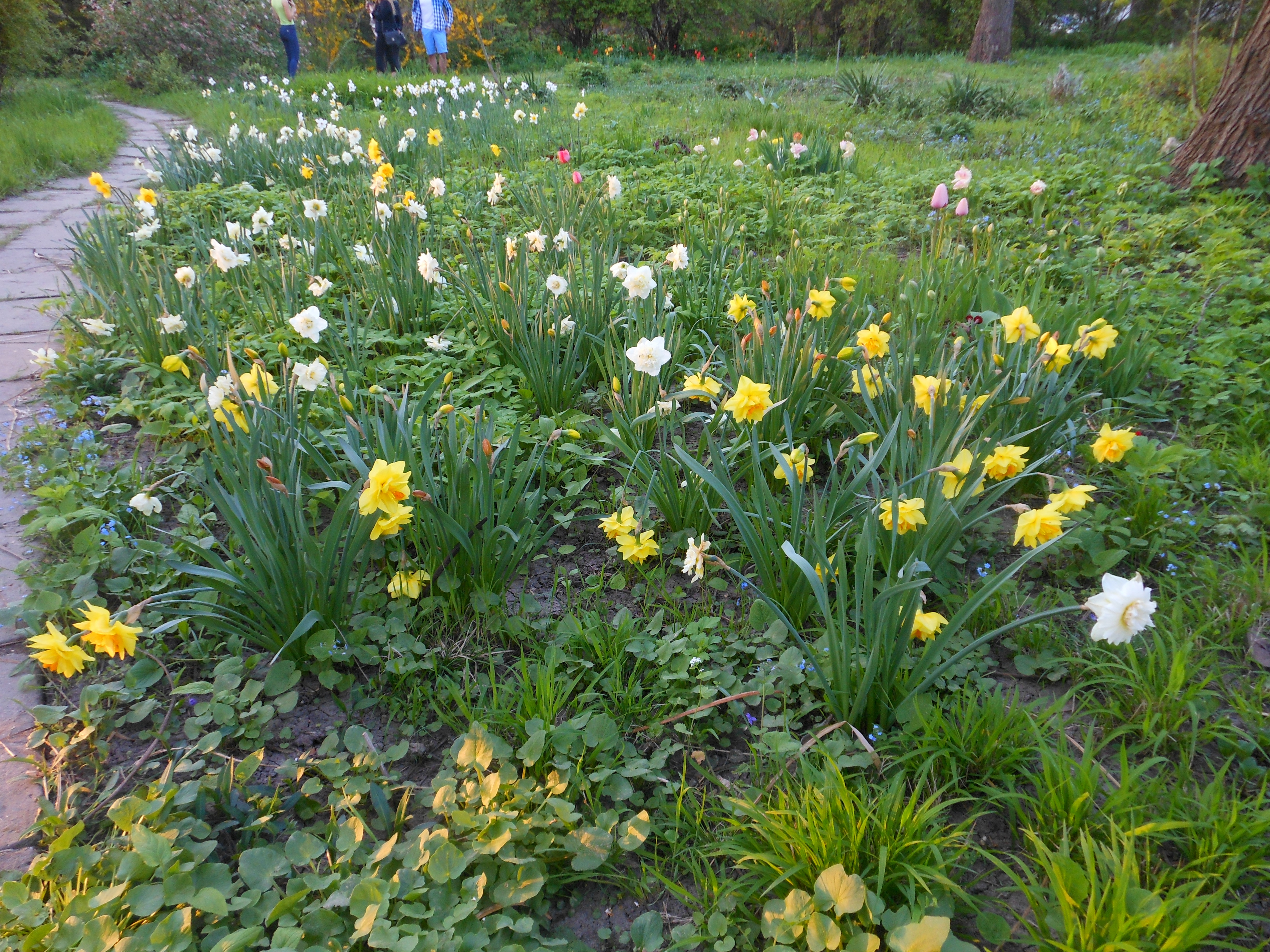
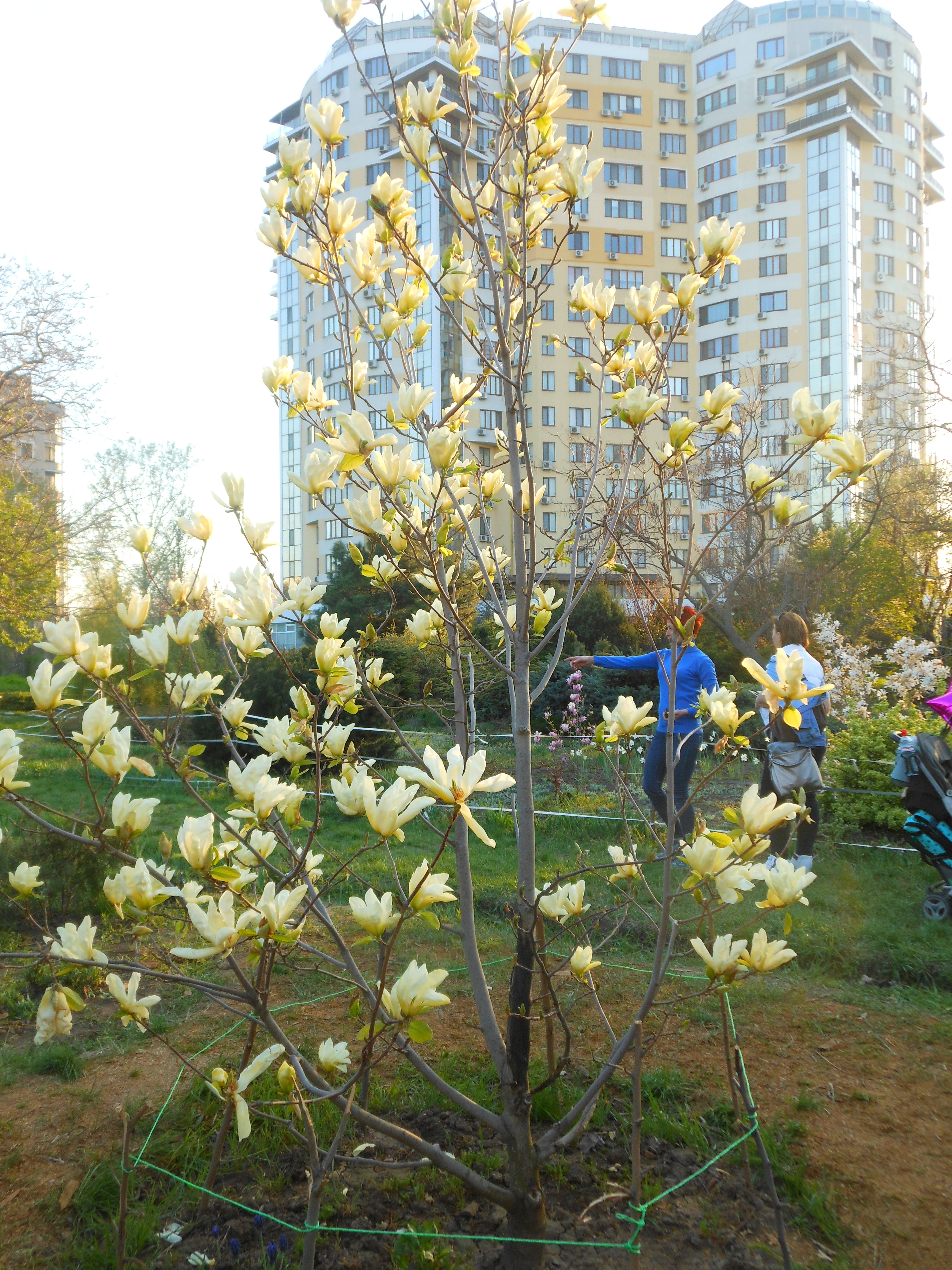
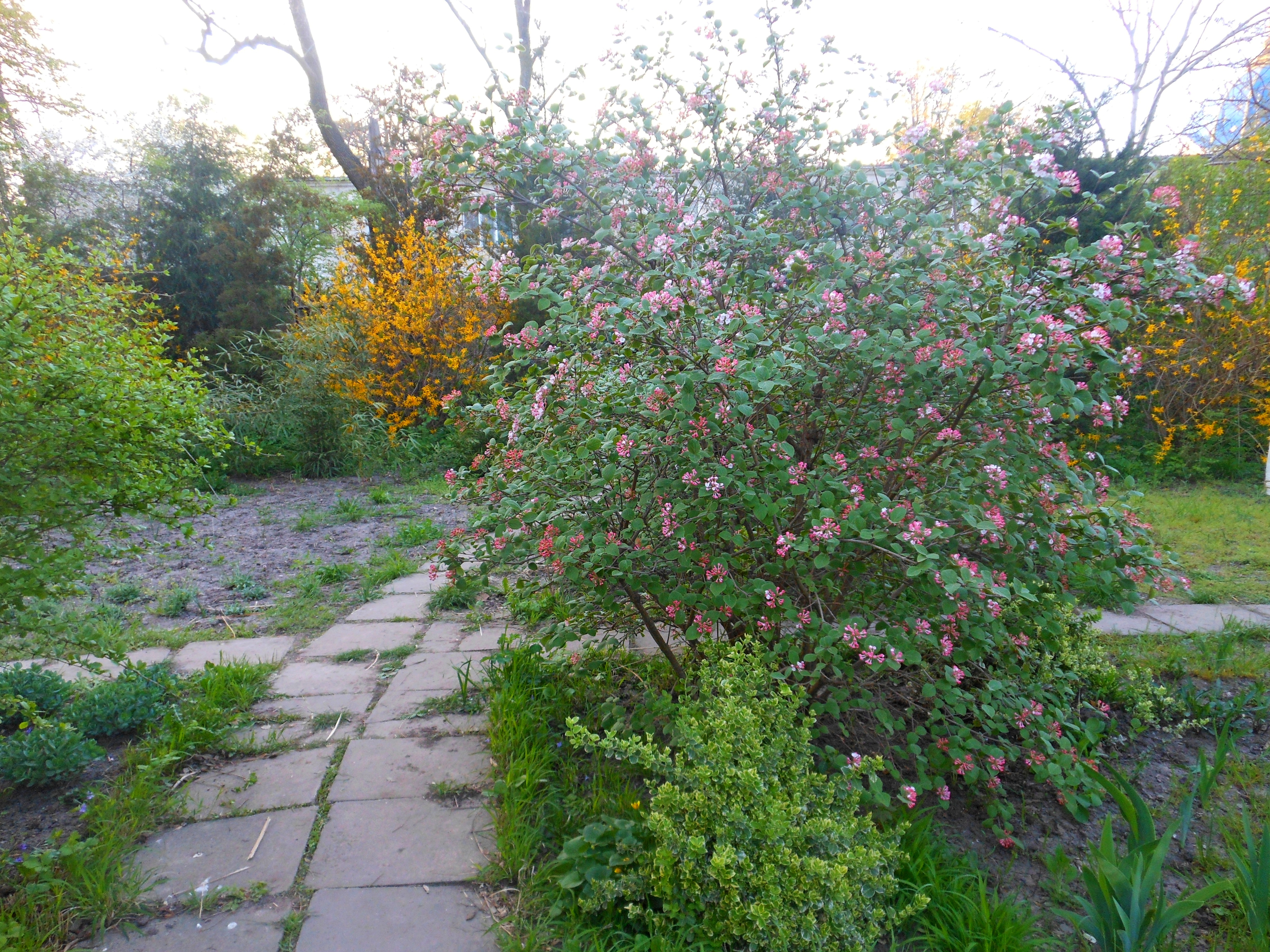

## Осінь

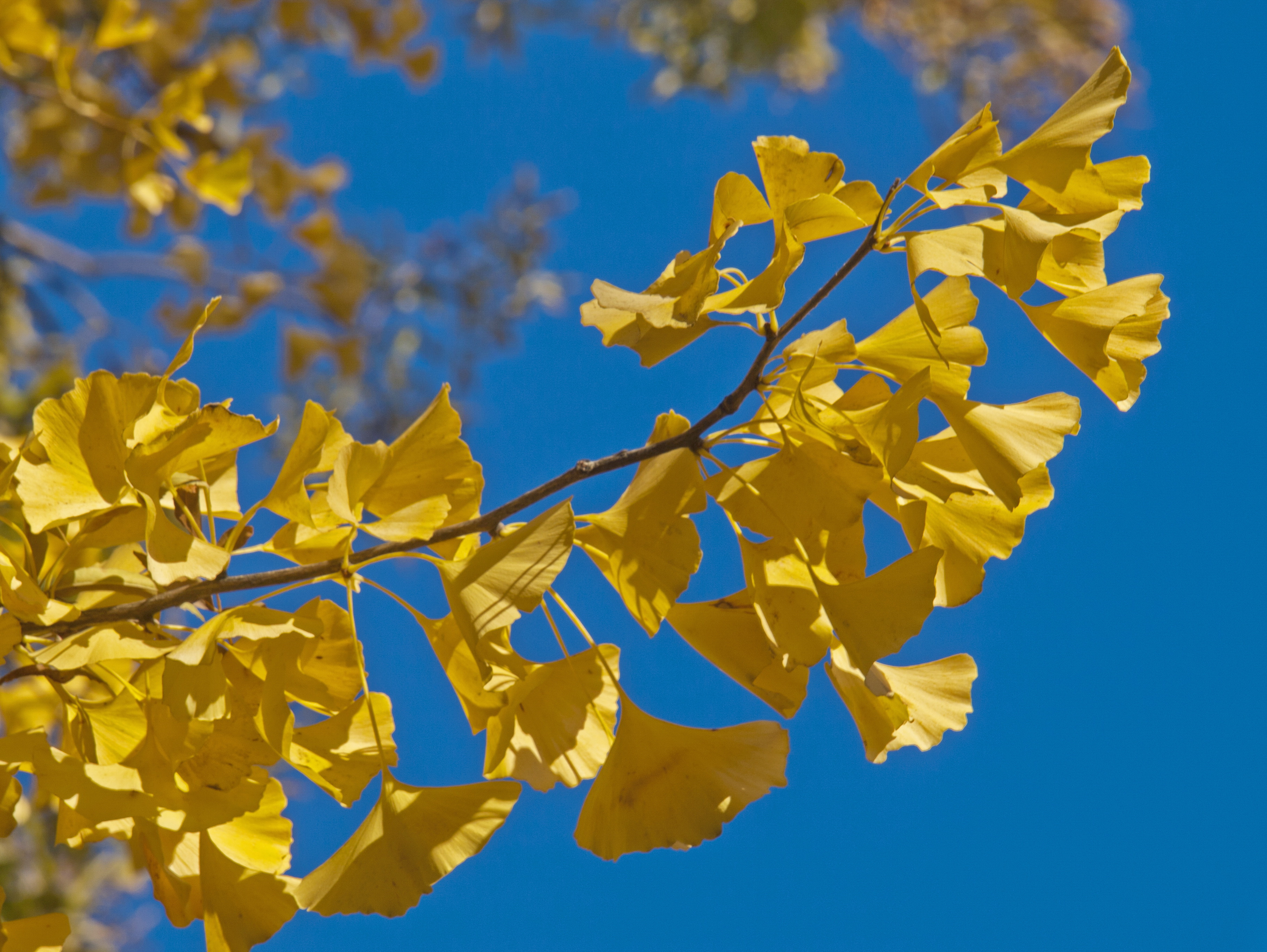
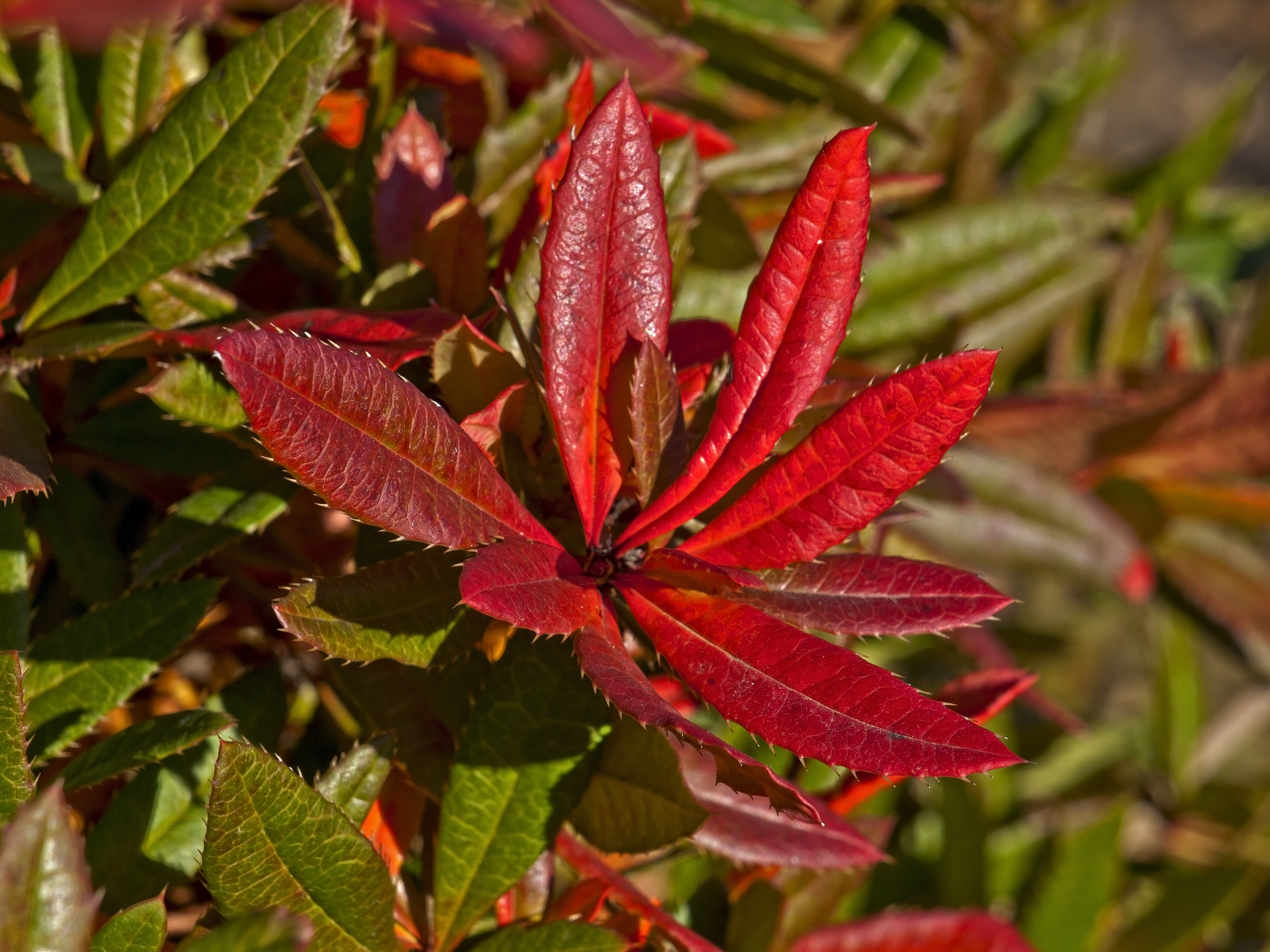
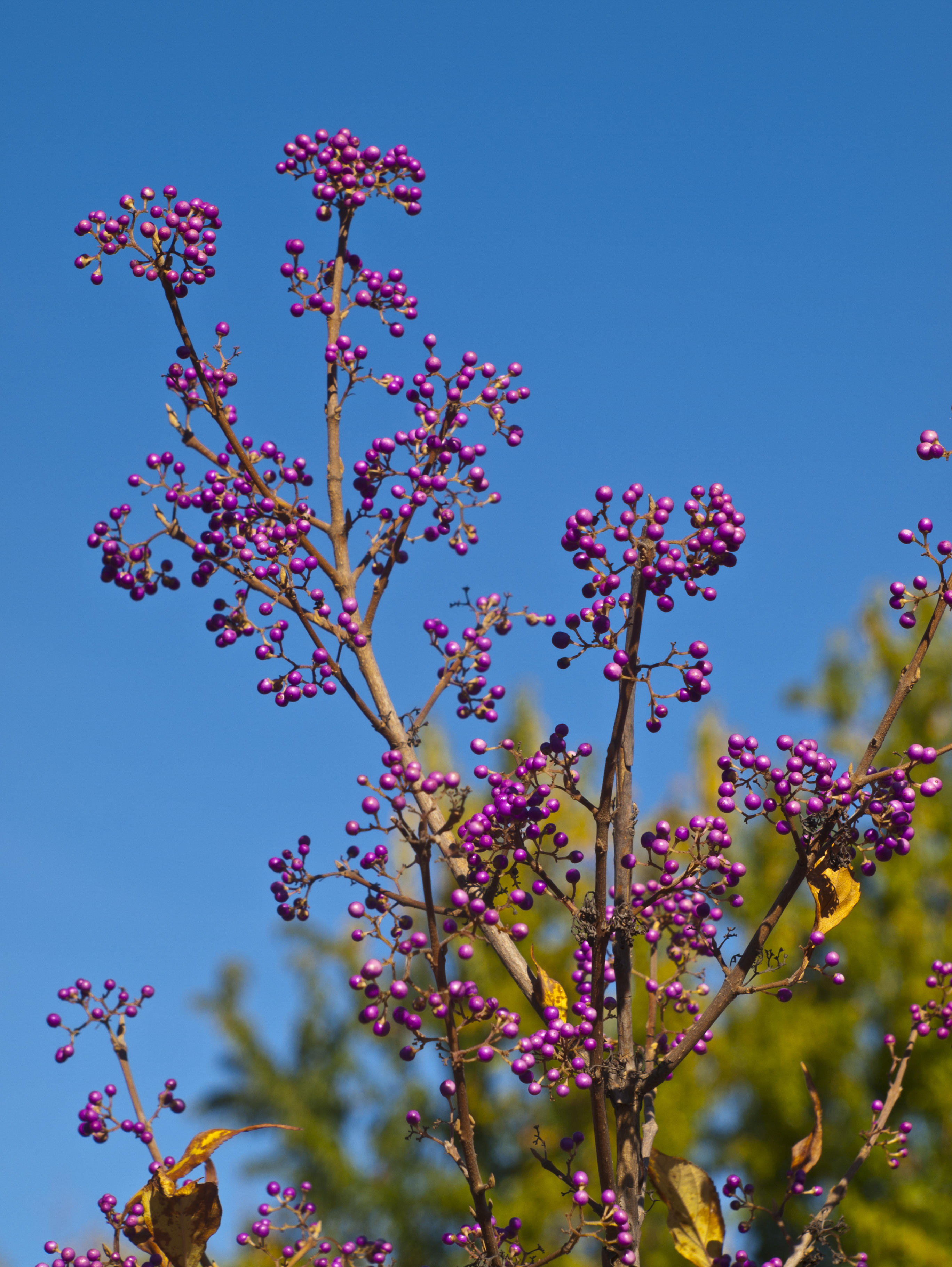
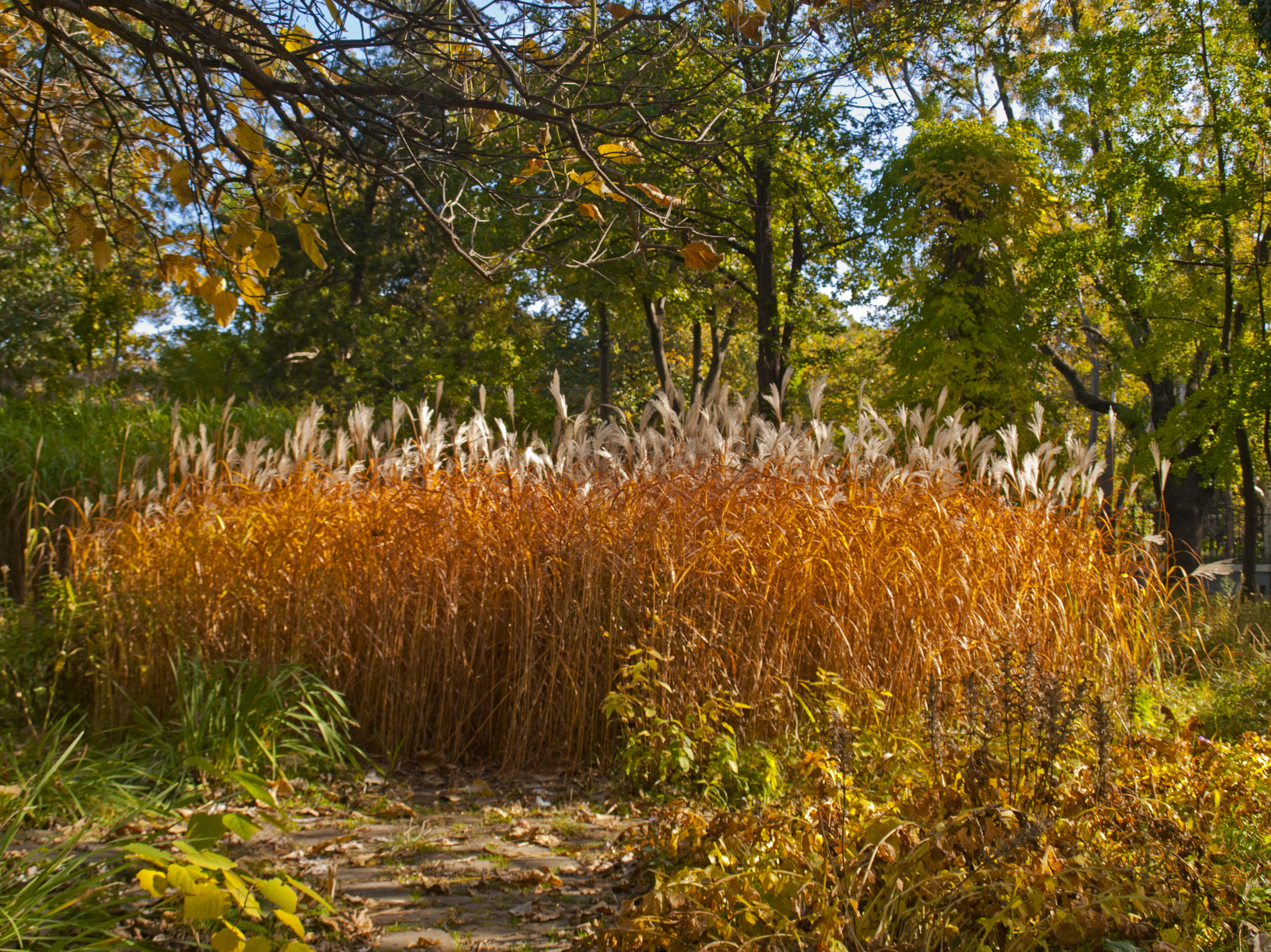
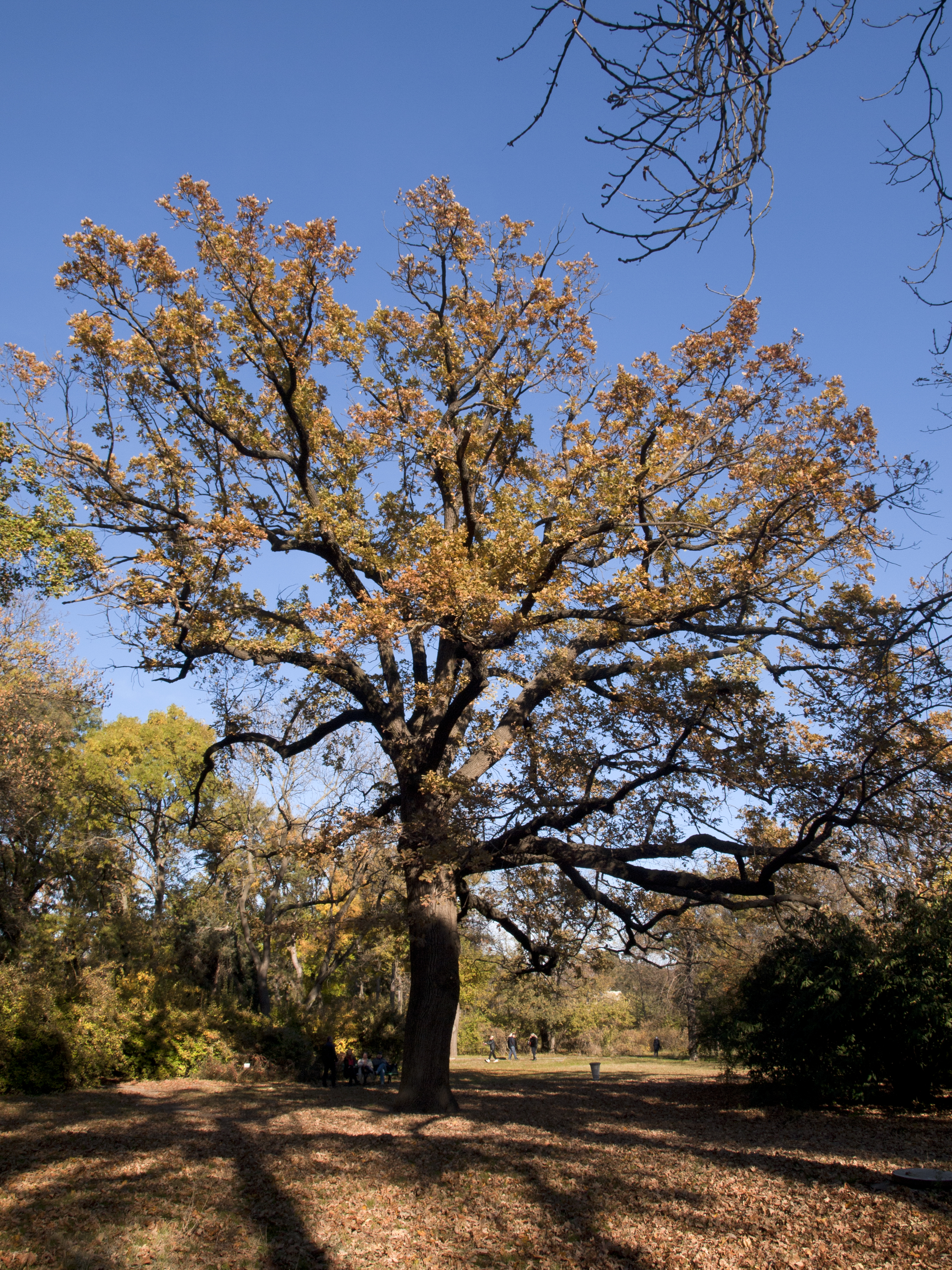